# Tisová, Tachov
Tisová là một làng thuộc huyện Tachov, vùng Plzeňský, Cộng hòa Séc.